# ريان آيت نوري
ريان آيت نوري  اسم ريان 
لقب ايت  نوري(مواليد 6 يونيو 2001) هو لاعب كرة قدم جزائري يلعب ك‍ظهير أيسر مع نادي مانشستر سيتي في الدوري الإنجليزي الممتاز. وكذلك مع منتخب الجزائر لكرة القدم

## روابط خارجية
- ريان آيت نوري على موقع رابطة كرة القدم الفرنسية للمحترفين (الإنجليزية)
- ريان آيت نوري على موقع قاعدة بيانات كرة القدم.إي يو (الإنجليزية)
- ريان آيت نوري على موقع ليكيب (الفرنسية)
- ريان آيت نوري على موقع ناشيونال فوتبول تيمز (الإنجليزية)
- ريان آيت نوري على موقع Soccerbase.com (لاعب) (الإنجليزية)
- ريان آيت نوري على موقع Soccerway.com (الإنجليزية)
- ريان آيت نوري على موقع عالم كرة القدم.نت (الإنجليزية)